# Lefa Tsapi
Lefa Tsapi (ur. 18 maja 1961) – lesotyjski bokser, uczestnik Letnich Igrzysk Olimpijskich 1984. 
Podczas igrzysk w Los Angeles, startował w wadze półśredniej. W pierwszej rundzie miał wolny los. W drugiej jego przeciwnikiem był reprezentant Zairu, Kitenge Kitengewa, z którym przegrał przez RSC. W łącznej klasyfikacji uplasował się na 17. miejscu.